# Ourisia fragrans
Ourisia fragrans es una especie de planta con flores de la familia Plantaginaceae que es endémica de los hábitats montañosos de los Andes del sur de Argentina y Chile. En 1864, Rodolfo Amando Philippi describió esta especie. Ourisia fragrans se puede distinguir de otras especies del género Ourisia por los pelos glandulares en todas las partes vegetativas, una corola casi regular de color blanco, rosa o púrpura y sus cinco estambres fértiles de igual longitud.

## Taxonomía
Ourisia fragrans pertenece a la familia de plantas Plantaginaceae.  En 1864, el botánico germano-chileno Rodolfo Amando Philippi describió O. fragrans.  
El coleccionista de plantas británico Richard Pearce recolectó el material tipo de Ourisia fragrans en la Cordillera de Ranco en la región chilena de Los Lagos.  El holotipo es el ejemplar de herbario SGO 056366 que se conserva en el Museo Nacional de Historia Natural de Chile en Santiago (herbario SGO). 
Ourisia fragrans se puede distinguir de las otras especies de Ourisia por la combinación de las siguientes características: pelos glandulares en todas las partes vegetativas (que le dan una textura pegajosa), cinco estambres fértiles de igual longitud y una corola subregular (que puede ser blanca, rosada o púrpura).  En cambio, la mayoría de las demás especies de Ourisia tienen cuatro estambres didinamos y corolas bilabiadas. 
El nombre de la especie significa "fragante" o "perfumado" y las flores tienen un "aroma exquisito". 

## Descripción

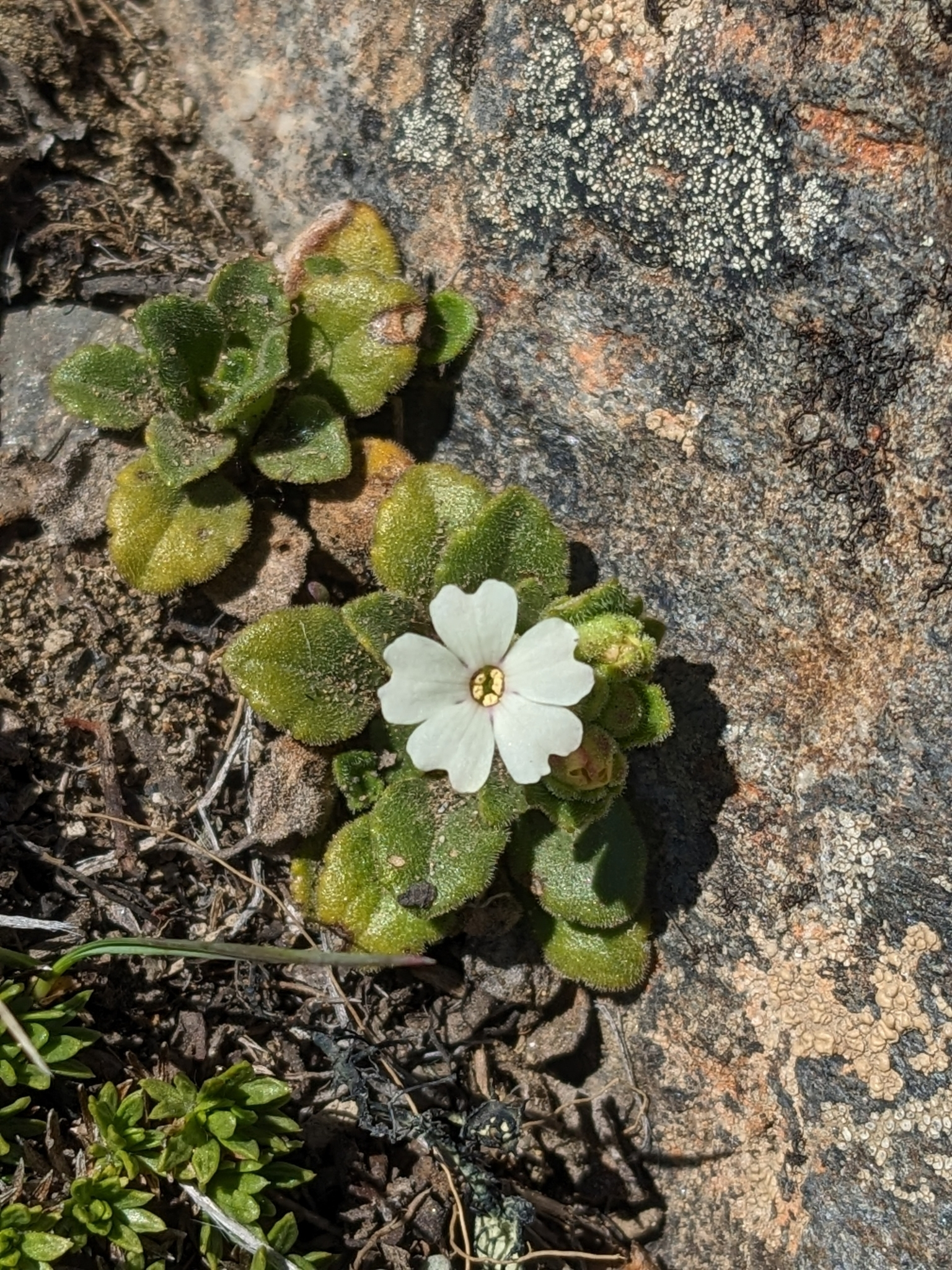
Planta con corola blanca y regular con cinco estambres iguales dentro del tubo de la corola.

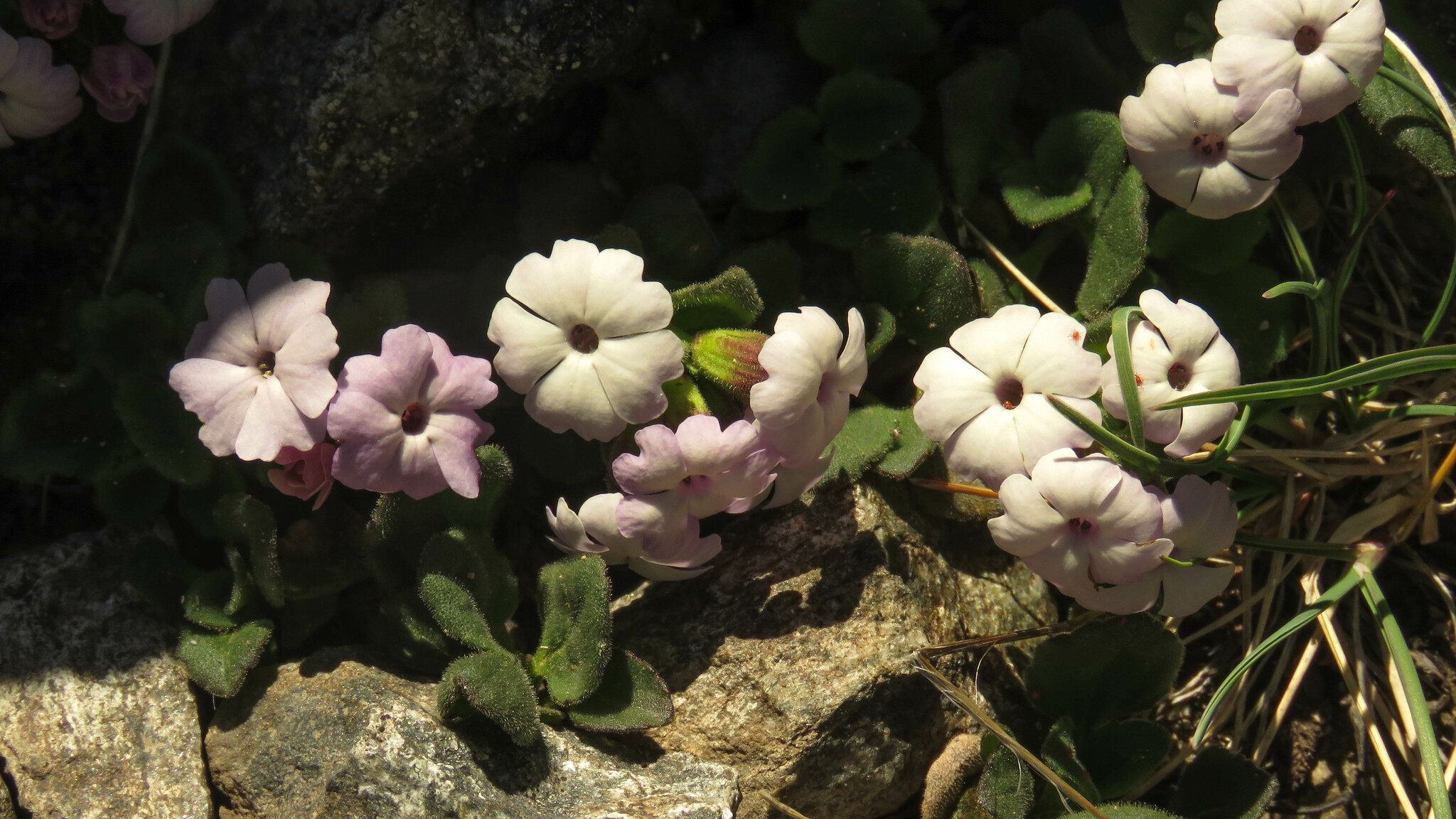
Corolas de diferentes colores

Las plantas de Ourisia fragrans son hierbas perennes, ascendentes, erectas o subrosetadas. Los tallos cortos miden entre 0,9 y 2,7 mm de ancho y son glabros (sin pelos) o peludos con pelos glandulares cortos. Las hojas son opuestas o están agrupadas estrechamente en una subroseta, pecioladas, de 6,0 a 21,1 mm de largo y 4,5 a 16,0 mm de ancho (relación largo:ancho 1,1–1,5:1). LOs pecíolos de las hojas miden entre 4,2 y 26,9 mm de largo y son escasamente o densamente peludos, con pelos glandulares cortos. Las láminas de las hojas son ovadas o ampliamente ovadas, raramente estrechamente ovadas, más anchas debajo de la mitad, con un ápice redondeado o raramente subagudo, base cuneiforme y bordes dentados o crenados. Ambas superficies de la hoja suelen ser densamente peludas con una mezcla de pelos cortos glandulares y no glandulares (o a veces glabras en la superficie inferior), y la superficie inferior también es punteada. Lasinflorescencias son ascendentes o erectas, con racimos peludos de hasta 24 cm de largo, con 1 a 4 nudos florales y hasta 7 o más flores en total por racimo. Cada nudo floral tiene 2 flores y 2 brácteas que son estrechamente obovadas, obovadas, ampliamente obovadas, lanceoladas o estrechamente ovadas. Las brácteas son similares a las hojas pero más pequeñas y a veces más anchas por encima de la mitad, de 5,7 a 14,0 mm de largo y de 4,0 a 8,7 mm de ancho y pecioladas (sólo las brácteas inferiores) o sésiles. Las flores nacen en un pedúnculo de hasta 22,8 mm de largo que es escasamente o densamente peludo, con pelos glandulares cortos. El cáliz mide de 6,0 a 10,1 mm de largo, con los 5 lóbulos divididos equitativamente hasta la mitad o tres cuartos de la longitud del cáliz, cada uno con 3 venas púrpuras prominentes y agudas, y es y es regular, glabro o escasamente a densamente piloso en el exterior y en los márgenes con una mezcla de pelos cortos glandulares y no glandulares. La corola mide entre 15,8 y 19,7 mm de largo (incluyendo el tubo de la corolla de 6,0 a 14,1 mm), y es regular, recta, tubular-embutida, de color blanco, rosado o púrpura, y glabra o pilosa con pelos glandulares en el exterior y glabra en el interior. Los lóbulos de la corola miden entre 4,2 y 6,4 mm de largo, son extendidos o explanados, obcordados y profundamente emarginados. Hay 5 estambres que son de igual longitud, incluidos o alcanzando la apertura del tubo de la corola. El estilo mide entre 1,7 y 3,5 mm de largo, es incluido, con un estigma emarginado o capitado. El ovario mide entre 0,6 y 3,2 mm de largo. Los frutos son cápsulas glabras con dehiscencia loculicida y los pedicelos fructíferos miden entre 7,0 y 8,5 mm de largo. Se desconoce el número de semillas en cada cápsula, y las semillas miden entre 1,0 y 1,1 mm de largo y aproximadamente 0,6 mm de ancho, son elípticas y tienen una cubierta reticulada (con un patrón similar a una red) de dos capas con retículos primarios gruesos, lisos y poco profundos. 
Ourisia fragrans tiene flores de diciembre a marzo y tiene frutos en marzo. 
El número de cromosomas de Ourisia fragrans es desconocido. 

## Distribución y hábitat

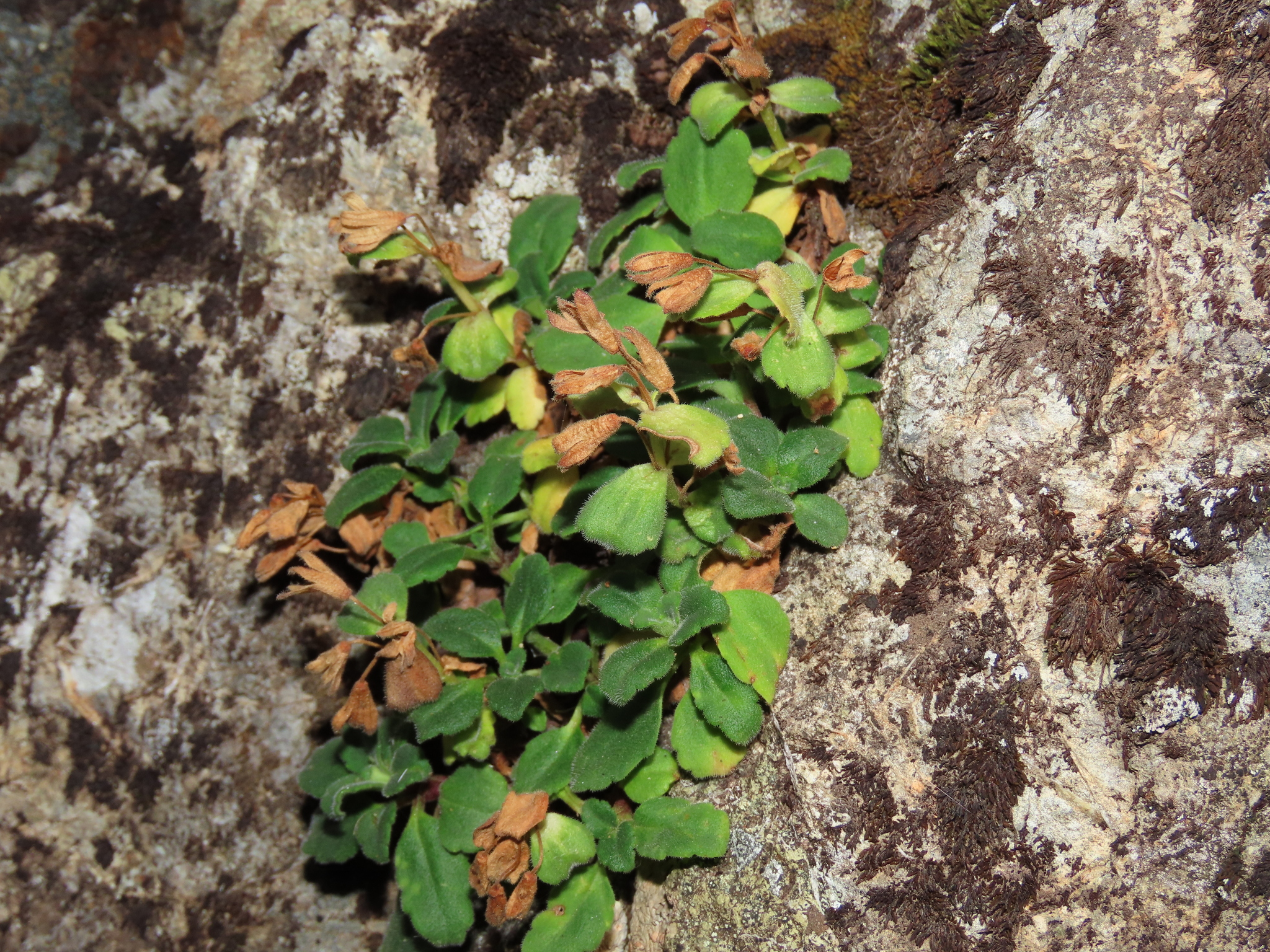
Planta con frutos (cápsulas)

Ourisia fragrans es endémica de las montañas de los Andes de Argentina y Chile desde aproximadamente los 39°S a los 42°S de latitud.   Se encuentra en las provincias argentinas de Neuquén y Río Negro (quizás también Chubut),   así como en la región chilena de Los Lagos,  incluyendo múltiples parques nacionales.   Se puede encontrar desde 1.300 a 2.190 m sobre el nivel del mar en hábitats rocosos cerca de la línea de árboles, por ejemplo afloramientos, grietas y acantilados, a veces cerca de agua corriente. 

## Filogenia

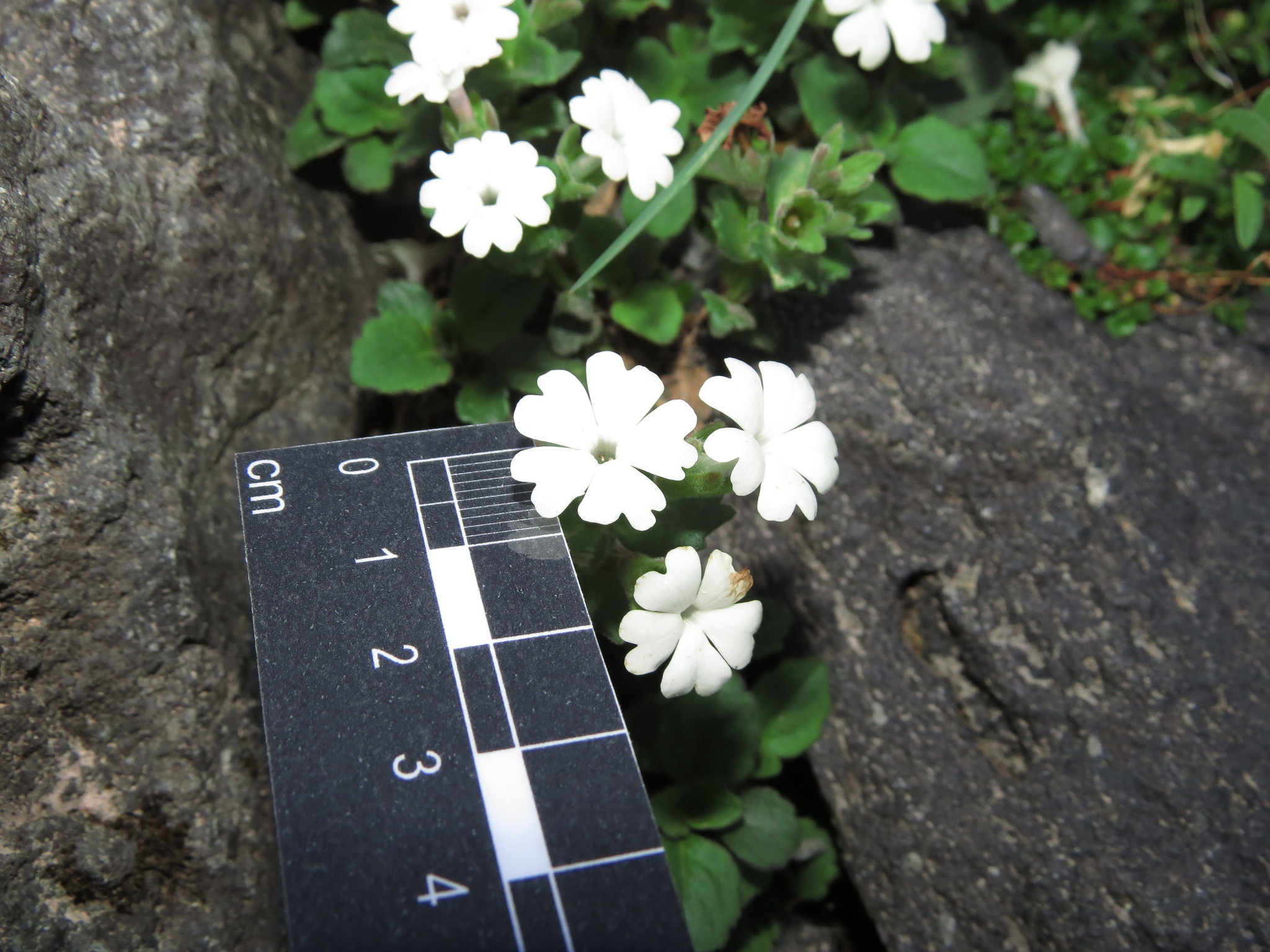
Primer plano de flores con escala

Una muestra de O. fragrans se incluyó en un análisis filogenético de todas las especies del género Ourisia, utilizando marcadores de secuenciación de ADN estándar (dos marcadores de ADN ribosómico nuclear y dos regiones de ADN de cloroplasto ) y datos morfológicos. En esos análisis, O. fragrans siempre se formaba parte del clado de especies herbáceas del sur de los Andes con un alto apoyo estadísitco, estrechamente relacionada con O. breviflora y O. ruellioides, que tienen distribuciones geográficas superpuestas con O. fragrans.